# 糧秣
糧秣（りょうまつ）とは、軍事用語で、兵員用の食料（糧）及び軍馬用のまぐさ（秣）を指す兵站に関する用語である。

## 尋常糧秣
日本陸軍の場合、尋常糧秣1日分において、
- 人の場合は、精米（640g、4合5勺）、精麦（200g、1合6勺）、缶詰肉（150g、40匁）、食塩（12g、3匁）、醤油エキス（20g、5匁）、野菜類・漬物類・調味品（若干）である。合計で約3,800kcal（≒15,900kJ）に相当した。
- 馬の場合は、乗馬・輓駄馬は大麦（5,250g、5升）、干草（3,750g、1貫匁）、藁（3,750g、1貫匁）、行李・輜重の輓駄馬は大麦（4,200g、4升）、干草（3,750g、1貫匁）、藁（3,750g、1貫匁）であった。